# Ephesia fuliginata
Ephesia fuliginata är en fjärilsart som beskrevs av Franz Dannehl 1933. Ephesia fuliginata ingår i släktet Ephesia och familjen nattflyn. Inga underarter finns listade i Catalogue of Life.